# Meike Evers
Meike Evers (6 de junio de 1977 en Berlín) es una exremera alemana que obtuvo dos medallas de oro en los Juegos Olímpicos. Actualmente es una detective policial y miembro del "Comité de Atletismo" de la Agencia Mundial Antidopaje.

## Biografía
Evers compitión en los Juegos Olímpicos de Atenas 2004 y en Sídney 2000, siendo medalla de oro en ambas ocasiones. También ganó la medalla de oro en los Campeonatos el Mundo de 1997 y 1999.